# Matti ja Teppo
Matti ja Teppo (in finlandese Matti e Teppo) è un duo musicale di Turku formato da Matti Tapio Ruohonen (Turku, 8 agosto 1949) e
Teppo Ilmari Ruohonen (Turku, 1º marzo 1948).

## Discografia
- Matti ja Teppo (1972)
- Ota kiinni (1975)
- Cara mia (1976)
- Sait mitä hait (1977)
- Et voi tulla rajan taa (1981)
- Pidä itsestäsi huolta (1982)
- Minuun voit luottaa (1983)
- Kuulut aikaan parhaimpaan (1984)
- Lauluja sinulle (1984)
- Matti & Teppo (1986)
- Matti ja Teppo '87 (1987)
- Aito tunne (1989)
- Joulu on rakkautta (1989)
- Suuret valssisuosikit (1990)
- Taivaan merkit (1991)
- Jää mun luo (1992)
- Kaikki peliin (1994)
- Suuret valssisuosikit 2 (1995)
- Toivon ja hiljaisuuden lauluja (1995)
- Luotuja kulkemaan (1997)
- Suuret valssisuosikit 3 (1998)
- Toivon ja hiljaisuuden lauluja 2 (1999)
- Ensimmäinen (2001)
- Hänelle (2003)
- Joulun aika (2004)
- Pöytä täyteen (2006)
- Toivon ja hiljaisuuden lauluja 3 (2006)
- Satoi tai paistoi (2008)
- Peruskallio (2010)
- Meidän paikka (2012)
- Yksinoikeudella (2014)
- Nostalgiaa (2017)
- Enemmän (2019)